# Clinical and Experimental Hypertension
Clinical and Experimental Hypertension, abgekürzt Clin. Exp. Hypertens., ist eine wissenschaftliche Fachzeitschrift, die vom Taylor & Francis-Verlag veröffentlicht wird. Die Zeitschrift erscheint mit acht Ausgaben im Jahr. Es werden Arbeiten veröffentlicht, die sich mit Fragen des Bluthochdrucks bei Mensch und Tier beschäftigen.
Der Impact Factor lag im Jahr 2014 bei 1,234. Nach der Statistik des ISI Web of Knowledge wird das Journal mit diesem Impact Factor in der Kategorie Pharmakologie und Pharmazie an 196. Stelle von 254 Zeitschriften und in der Kategorie periphere Gefäßerkrankung an 53. Stelle von 60 Zeitschriften geführt.